# Jean-Louis Van Dievoet
Pour les autres membres de la famille, voir Famille Van Dievoet.
Pour les articles homonymes, voir Van Dievoet.

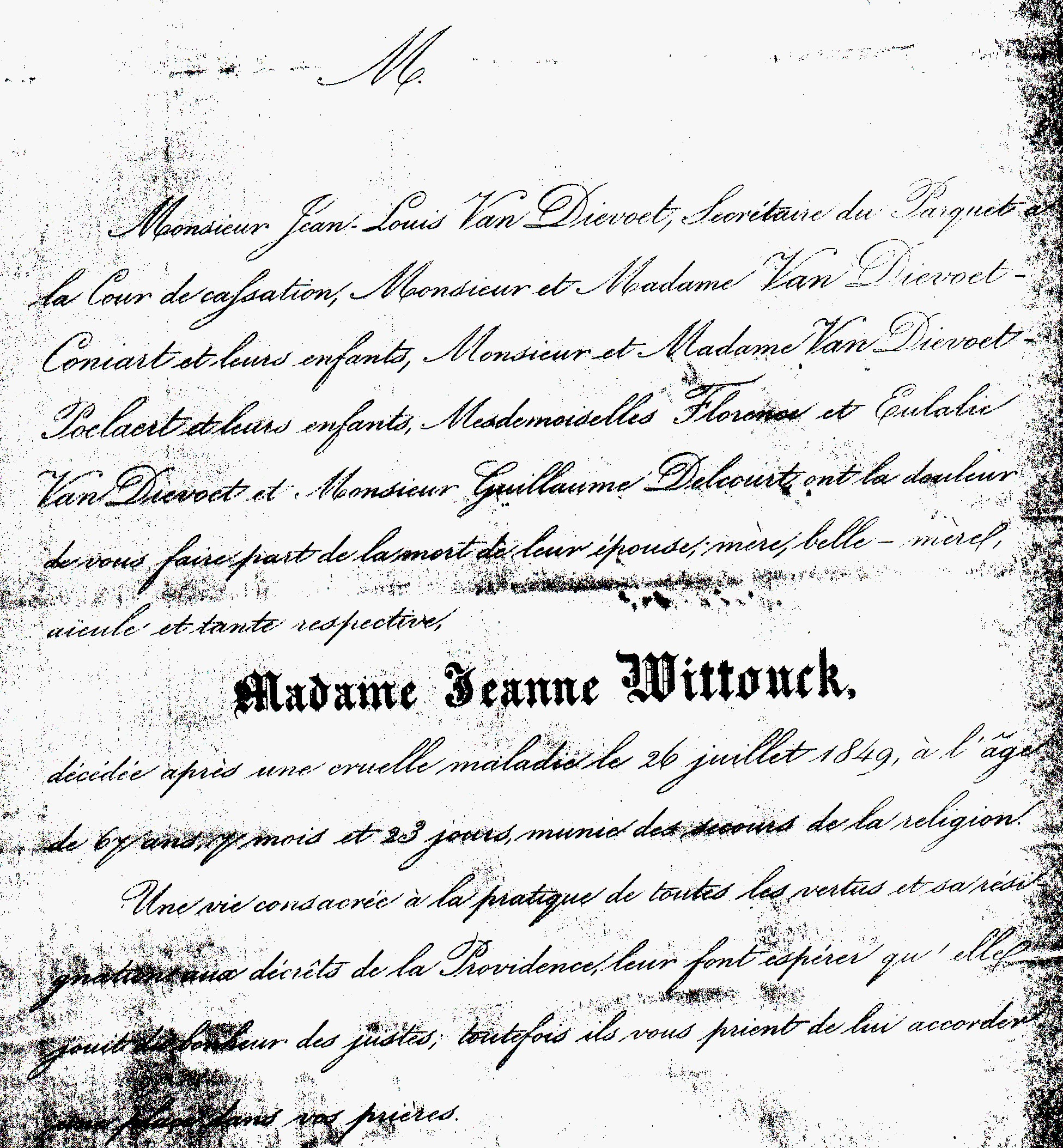
Faire-part de décès de Jeanne Wittouck (1781-1849), épouse de Jean-Louis van Dievoet (1777-1854) : « Monsieur Jean-Louis Van Dievoet, secrétaire du Parquet à la Cour de cassation, Monsieur et Madame Van Dievoet - Coniart et leurs enfants, Monsieur et Madame Van Dievoet-Poelaert et leurs enfants, Mesdemoiselles Florence et Eulalie Van Dievoet et Monsieur Guillaume Delcourt ont la douleur de vous faire part de la mort de leur épouse, mère, belle-mère, aieule et tante respective Madame Jeanne WITTOUCK ».

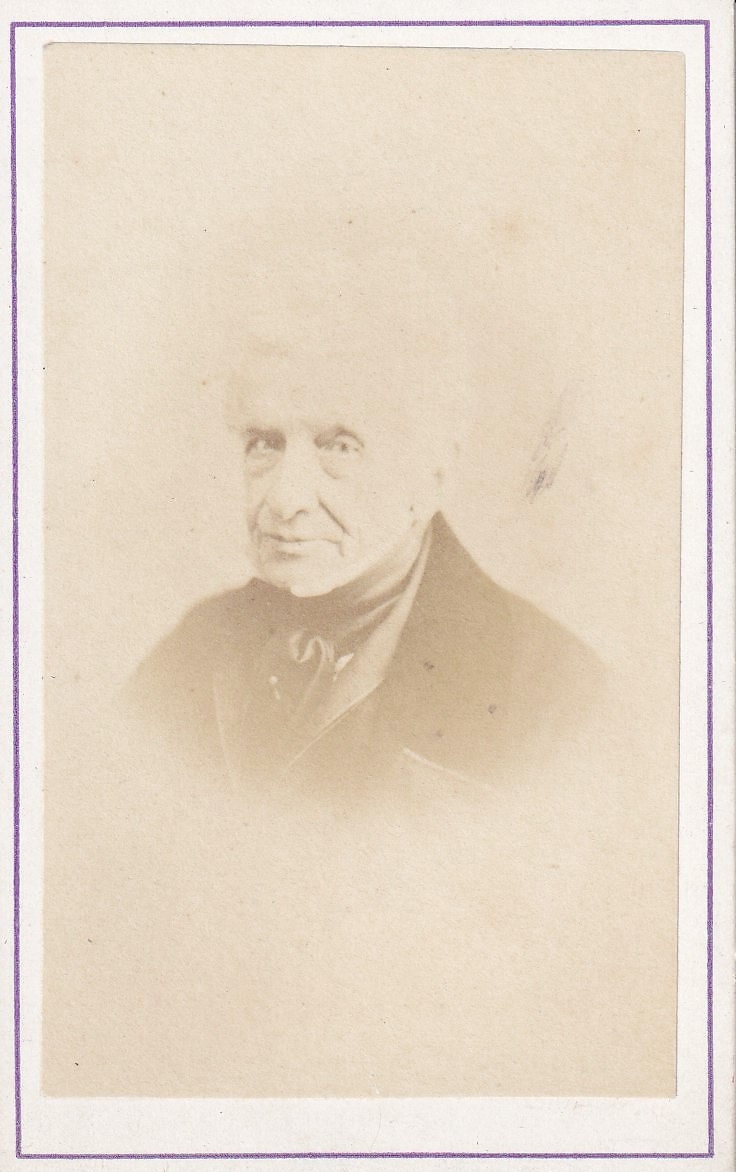
Jean-Baptiste van Dievoet (1775-1862), J.U.L de l'ancienne université de Louvain, époux de Catherine-Jeanne Cuerens (1781-1823), frère aîné de Jean-Louis Van Dievoet.

Jean-Louis Van Dievoet, né à Bruxelles le 24 novembre 1777, mort à Bruxelles le 16 mai 1854, est un juriste bruxellois et le premier secrétaire du Parquet de la Cour de cassation après l'indépendance belge. Il occupait déjà cette fonction sous le règne de Guillaume Ier des Pays-Bas. 

## Biographie
Jean-Louis Van Dievoet fut au service du pouvoir judiciaire, d'abord sous l'Empire français, ensuite, à l'époque du royaume uni des Pays-Bas, de 1815 à 1830, comme secrétaire du Parquet de la cour supérieure de justice de Bruxelles. Après l'indépendance de la Belgique et la réorganisation du pouvoir judiciaire, le Gouvernement provisoire le nomma par la loi du 2 octobre 1830, secrétaire du Parquet de la Cour supérieure de justice de Bruxelles, qui prendra ensuite le nom de Cour de cassation, fonction qu'il exerça jusqu'à son décès en 1854.

Le Gouvernement provisoire avait rapidement décidé de créer une Cour des comptes, Jean-Louis Van Dievoet s'était proposé pour en être membre par pétition du 20 décembre 1830, mais sa demande fut sans effet ou fut abandonnée, et il continua sa carrière comme secrétaire de la Cour de cassation.

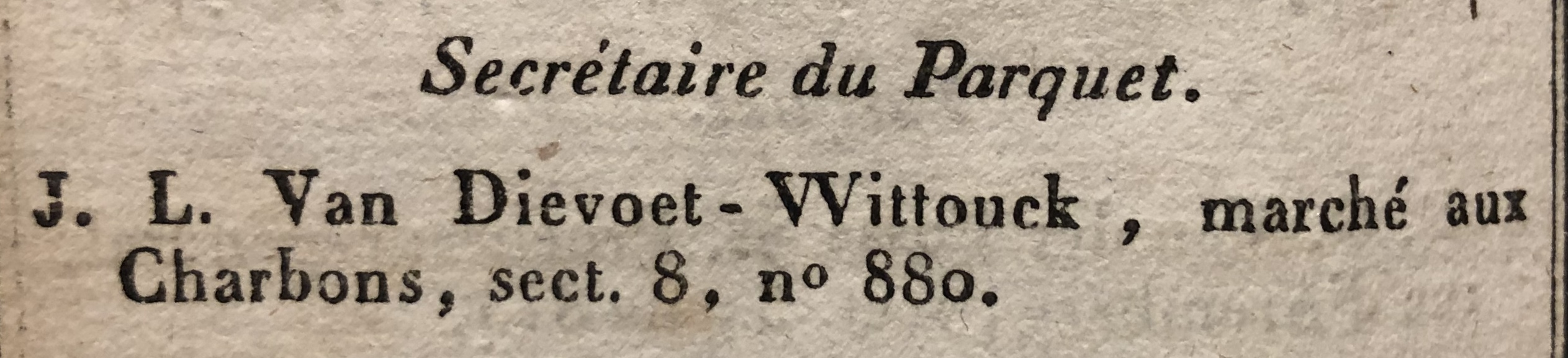
Sa mention dans lAlmanach Royal du royaume uni des Pays-Bas de 1826.

## Vie privée
Jean-Louis Van Dievoet est le fils de Jean-Baptiste van Dievoet (1747-1821), négociant en vins, franc-maçon membre de la Loge de « La constance de L'Union » constituée en 1769, et d'Anne-Marie Lambrechts (1753-1781). Il épouse à Leeuw-Saint-Pierre le 18 pluviôse an XI (7 février 1803), Jeanne Wittouck, domiciliée à Leeuw-Saint-Pierre au château de Petit-Bigard, née à Bruxelles le 3 décembre 1781 et morte à Bruxelles en son domicile, rue des Bogards, Section 8, n° 16, le 26 juillet 1849, emportée par la terrible épidémie de choléra qui ravagea Bruxelles en cette année, fille du jurisconsulte Guillaume Wittouck, ancien conseiller à la cour suprême de Brabant, et d'Anne-Marie Cools.
Il est le père d'Eugène Van Dievoet, juge au tribunal de commerce de Bruxelles et d'Auguste Van Dievoet, avocat à la Cour de cassation qui figurait avec ses confrères Auguste Orts, Hubert Dolez, et Pierre Sanfourche-Laporte, parmi les plus éminents avocats de son temps et le grand-père de Jules Van Dievoet également avocat à la Cour de cassation. Il a également éduqué son neveu, le futur navigateur Guillaume Delcourt, orphelin à 8 ans.

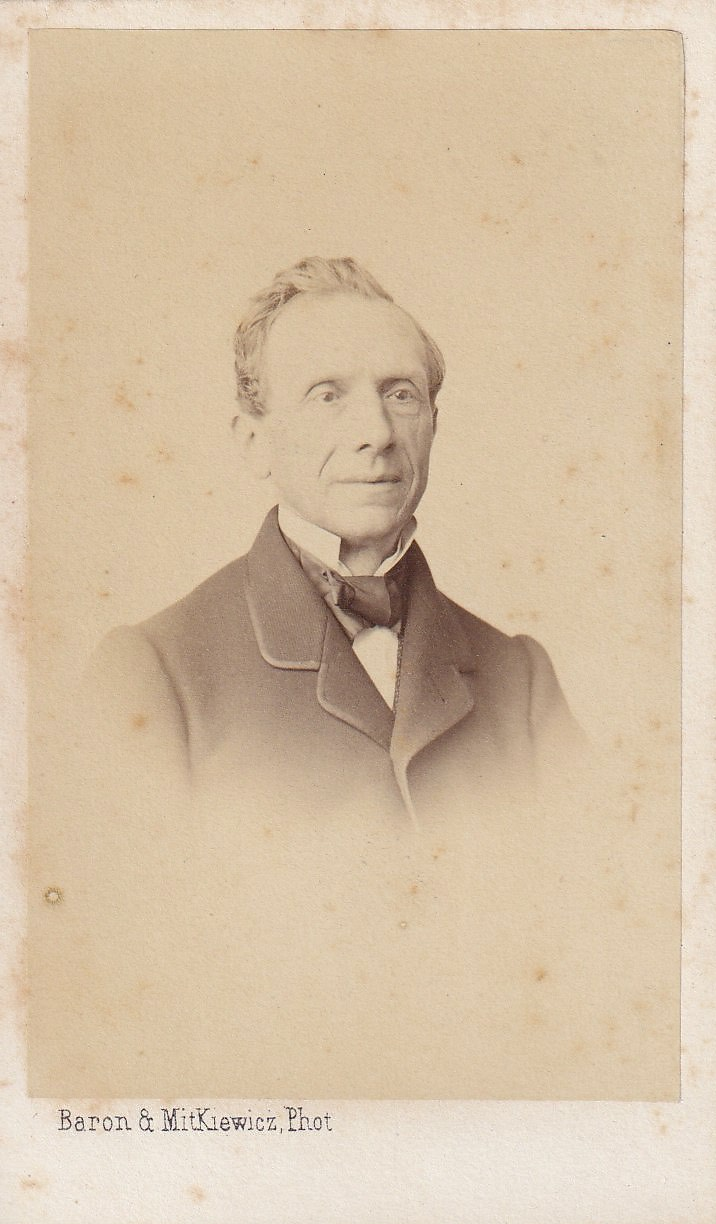
Auguste Van Dievoet, avocat à la Cour de cassation, fils de Jean-Louis Van Dievoet.

## Famille

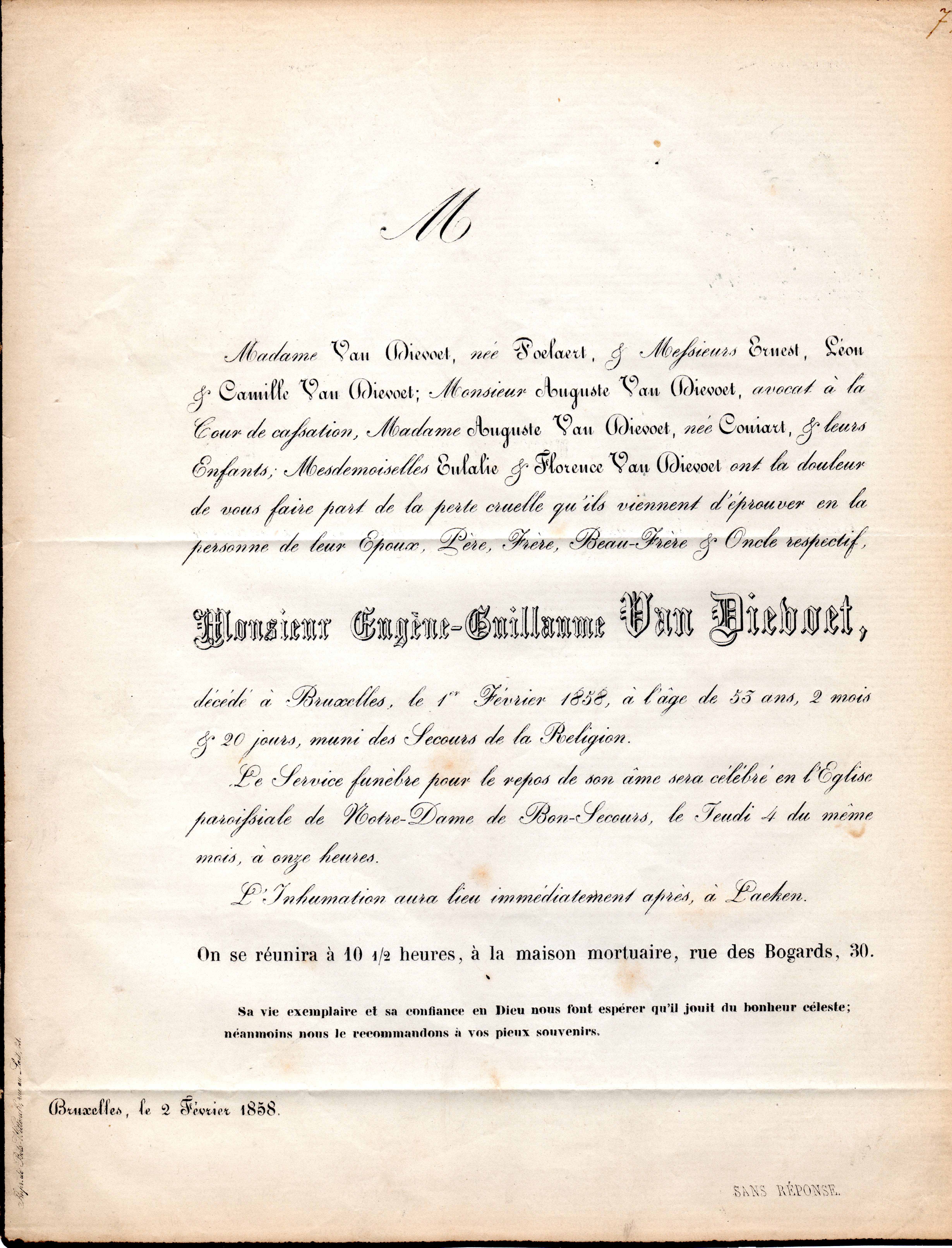
Faire part de décès d'Eugène Guillaume Van Dievoet, fils de Jean-Louis.

Jean-Louis Van Dievoet, secrétaire du Parquet de la Cour de Cassation , né à Bruxelles le 24 novembre 1777, baptisé même jour à Saint-Nicolas (ss. Jean-Louis Lambrechts et Anne-Marie-Françoise van Dievoet) décédé à Bruxelles en son domicile rue des Bogards, Section 8, n° 16, le 16 mai 1854 (sur déclaration d’Eugène Guillaume Van Dievoet, fils, négociant, 49 ans et de Philippe Poelaert, rentier, 64 ans), épousa à Leeuw-Saint-Pierre le 18 pluviôse an XI (7 février 1803), Jeanne Wittouck, domiciliée au château de Petit-Bigard, née à Bruxelles le 3 décembre 1781 et décédée à Bruxelles en son domicile, rue des Bogards, Section 8, n° 16, le 26 juillet 1849 (sur déclaration de Jean Auguste Van Dievoet, fils, avocat, âgé de 46 ans et de Guillaume Delcourt, neveu, officier de Marine, âgé de 24 ans), emportée par le choléra, fille de Guillaume Wittouck, avocat au Conseil souverain de Brabant et conseiller audit Conseil, et d'Anne-Marie Cools . Ils eurent :
1) Jean Auguste Van Dievoet, jurisconsulte, avocat à la Cour de cassation, né à Bruxelles le 3 mai 1803 (13 floréal an XI), rue Jean-Jacques Rousseau, 8 ème section, n° 805, et décédé à Bruxelles en son domicile rue du Marais, n° 59 4e Dm., le 31 octobre 1865, épousa à Tournai le 26 août 1839, Antoinette Victoire Coniart, née à Tournai le 5 mai 1819, décédée à Ixelles le 2 décembre 1885, fille de Antoine Coniart (né à Tournai le 15 août 1782, y décédé le 28 avril 1847) et de Julie Victoire de Blois ; petite-fille de Pierre Guillaume Joseph Coniart et de Pétronille Josèphe Manisfeld ainsi que de Ferdinand Deblois et de Jeanne Marie Victoire Rosier. Il devint avocat à la cour d'appel, puis à la Cour de Cassation. Affaibli par la maladie il quitta le barreau de cassation le 19 janvier 1859 en faveur d'Auguste Beernaert, futur prix Nobel de la paix, qui lui succéda par arrêté royal du 18 avril 1859. Il choisit alors le poste plus tranquille de greffier en chef du tribunal de Commerce de Bruxelles, fonction alors réservée au seul juriste de ce tribunal.
2) Eugène Guillaume Van Dievoet, négociant en laine et coton filé, fabricant de couvertures de laine, juge suppléant au tribunal de Commerce (élu le 3 avril 1849, arrêté royal 20 avril 1849) de 1849 à 1851 et juge au tribunal de Commerce de 1851 à 1853 (élu le 8 avril 1851, arrêté royal du 25 avril 1851), né à Molenbeek-Saint-Jean le 11 novembre 1804 (20 brumaire an 13), décédé le 1er février 1858 à midi à Bruxelles, rue des Bogards, Section 8, n° 30, âgé de cinquante trois ans, deux mois, vingt (et un) jours (sur déclaration d’Auguste Poelaert, beau-frère, négociant, 27 ans et Jean Philippe Poelaert, beau-père, sans profession, 67 ans), Le service funèbre fut célébré en l’église de Notre-Dame de Bon Secours le jeudi 4 du même mois à onze heures. L’inhumation eut lieu immédiatement après à Laeken. Réunion à 10h et demie à la maison mortuaire rue des Bogards, 30. Il épousa le 28 octobre 1834 à Bruxelles (tt. Auguste Van Dievoet, frère, avocat, trente et un ans ; Henri Vander Elst, médecin, trente-sept ans), Hortense Poelaert, sœur du célèbre architecte Joseph Poelaert, née le 13 février 1815 à Bruxelles et décédée à Charleroi le 15 avril 1900, à dix heures du matin, 21 rue Léopold, fille de Jean-Philippe Poelaert et d'Isabelle Stas.
3) Julie-Françoise Van Dievoet, née à Leeuw-Saint-Pierre, le 2 juillet 1808 (acte n° 54, parents domiciliés à Leeuw-Saint-Pierre, père « négociant »), décédée à Bruxelles le 24 mars 1816  (acte 801), Marché aux Charbons 8 ème section, n° 960.
4) Florence Barbe Augustine Van Dievoet, fille aînée et jumelle, née à Bruxelles le 2 avril 1821, Marché aux Charbons 8 ème Section, n° 880, (acte 964, du 4 avril 1821 ; témoins : Jean-Martin-Nicolas Vandievoet, agent d’affaires, 28 ans, oncle, rue des Sœurs Noires) .
5) Eulalie Pétronille Eugénie Van Dievoet, fille cadette et jumelle, née à Bruxelles le 2 avril 1821, Marché aux Charbons 8 ème Section, n° 880, (acte 964, du 4 avril 1821 ; témoin : Jean-Martin-Nicolas Van Dievoet, agent d’affaires, 28 ans, oncle, rue des Sœurs Noires) ; décédée à Ixelles le 14 octobre 1916, enterrée dans le caveau familial au cimetière de Laeken.